# Zugtrennung
Eine Zugtrennung (Schweiz: Zugstrennung, auch: Zugabriss) ist im Eisenbahnbetrieb das unbeabsichtigte Abtrennen eines Zugteils während der Fahrt. Der Grund für eine Zugtrennung ist in den meisten Fällen das Zerreißen einer Kupplung in einer Zugkomposition, verursacht durch eine übermäßige Beanspruchung (z. B. auch durch eine zu locker gelassene Schraubverbindung einer Schraubenkupplung) oder Mängel.
In den Anfängen der Eisenbahn kam es recht häufig zu Zugtrennungen, da es beim Anfahren, bei ungleichmäßiger Bedienung der Eisenbahnbremsen durch die Bremser, beim Befahren von Gefällewechseln und beim Übergang von langsamer zu schneller Fahrt in den Zugverbänden zu starken Zug- und Stoßbewegungen kam. Dank der Einführung der durchgehend automatischen Bremsen ging die Zahl der Zugtrennungen deutlich zurück.
Gefährlich ist eine Zugtrennung für Reisende, die sich gerade am betroffenen Wagenübergang aufhalten. Es können aber auch die beiden Zugteile infolge unterschiedlichen Bremsverhaltens aufeinanderprallen, besonders wenn der hintere Zugteil über eigene Antriebsleistung verfügt (geschobener Zug oder zweite Lokomotive).
Einige Verfahren zur Sicherung von Zugfahrten beruhen auf der Erkenntnis, dass ein Gleisabschnitt frei ist, wenn ihn der letzte eingefahrene Zug vollständig verlassen hat. Daher existieren betriebliche oder technische Verfahren zur Zugvollständigkeitskontrolle, um eine Zugtrennung zu erkennen.
Ist der Zug mit einer durchgehend automatischen Bremse ausgerüstet und ist diese korrekt gekuppelt, wird durch das Abreißen des Bremsschlauchs bei einer Zugtrennung eine sofortige Zwangsbremsung beider Zugteile eingeleitet.

## Häufigkeit und Beispiele
In Deutschland kam es im Jahr 2006 zu 40 Zugtrennungen, davon 3 bei Reisezügen.
- Am 8. Dezember 2007 kam es bei einem Regional-Express der DB AG bei Fürth zu einer Zugtrennung.[2] Infolge des Trennens der Hauptluftleitung wurden beide Zugteile selbsttätig gebremst. Einem DB-Mitarbeiter wurde vorgeworfen, den vierten und fünften Wagen nicht vorschriftsgemäß mit Vorspannung gekuppelt zu haben.[3]
- Einige Male erfolgten Zugtrennungen bei IC2000-Kompositionen der Schweizerischen Bundesbahnen, so dass bei allen Zughaken dieser Zuggattung eine technische Kontrolle vorgenommen werden musste. Bei einigen Fällen wurde festgestellt, dass dadurch, dass die Wagen nicht mit Vorspannung gekuppelt wurden, die Befestigungseinrichtungen vorzeitig alterten und sich dadurch Haarrisse bildeten. Durch das zu lockere Kuppeln war die Dauerfestigkeit der Befestigungen nicht mehr gewährleistet. In der Folge wurden die Vorschriften verschärft, sodass bei Pendelzügen die Kupplungen jetzt vorgespannt sein müssen. Damit dieser Wert eingehalten wird, wurden Distanzhülsen eingebaut, die es auf einfachste Weise erlauben, zu kontrollieren, ob die Kupplung bis zur vorgegebenen Distanz eingedreht ist. Im Fall der Zugstrennung im Zimmerbergtunnel vom 19. November 2007 wurde festgestellt, dass die Zuggabel nicht die notwendige Festigkeit aufwies und mit großer Wahrscheinlichkeit nicht korrekt montiert worden war.[4]
- Bei einigen Ereignissen war kein Bruch der Kupplung Grund der Zugstrennung, sondern die Kupplung wurde während der Fahrt gelöst. Die nicht benutzte Kupplung befand sich nicht im dafür vorgesehenen Blindhaken, sondern hing herunter und damit aus dem Lichtraumprofil. Sie kollidierte mit Gleiseinrichtungen, wurde dadurch hochgeschlagen und warf die in diesem Moment unbelastete Kupplung aus, die außerdem zu locker gekuppelt war. Dies geschah bei den SBB im Jahr 2003 zweimal bei Personenzügen, am 4. August in Dulliken[5] und am 5. September in Gümligen.[6]
- In Japan trennten sich im September 2024 und im März 2025 jeweils auf dem Tōhoku-Shinkansen beide Zugteile eines Flügelzuges während der Fahrt voneinander.[7]